# Рафаель Гаарла
Рафаель Гаарла (фін. Toivo Rafael Valdemar Haarla; 6 березня 1876, Корпілагті, Тавастгуська губернія, Велике князівство Фінляндське — 1 червня, 1938, Тампере, Фінляндія) — фінський підприємець-промисловець, комерційний радник і правий політик. Організатор і власник кількох підприємств целюлозно-паперового кластера, творець промислової групи. Корпоратівіст, активний антикомуніст. Фінансист і видатний діяч Руху Лапуа, учасник заколоту у Мантсяля (1932).

## Торговець і промисловець
Народився в сім'ї комерсанта Еліса Гарберга і Едли Гарберг (Арвелін). Закінчивши гімназію, працював торговим представником компанії "Häkli, Lallukka ja Kumpp".
У 1895 — 1900 керував магазином.
У 1900 завів у Тампере власну справу з оптової торгівлі паперовою продукцією. Змінив прізвище Гарберг на Гаарла.
У 1903 торгове підприємство Гаарли було перетворене на завод "Raf. Haarla Oy: n", що виробляв блокноти, шкільні зошити, конверти і паперові серветки. Виробництво і реалізацію вдалося швидко розширити. У 1910-х фірма Гаарли була однією з найбільших в галузі.
У 1916 — 1922 Рафаель Гаарла був депутатом міської ради Тампере.
Коли в 1918, вже в незалежній Фінляндії, виробники паперу створили картель, Гаарла відмовився до нього приєднатися.
У 1920 заснував у Тампере власну паперову фабрику "Haarlan Paperitehdas Oy: n".
З 1926 в Ліевестуоре (Лаукаа) запрацював целюлозно-паперовий комбінат "Haarlan Selluloosayhtiö Oy: n".
У 1929 Гаарла придбав пакет акцій целюлозних заводів в Котці і Лог'ї.
З 1927 йому належала також паперова фабрика в Таллінні.
У 1924 Рафаель Гаарла отримав титул комерційного радника. Тоді ж він формально залишив пост директора компанії, передавши його своєму молодшому синові Лаурі Гаарлі. Насправді ж основні рішення як і раніше приймалися Гаарлою-старшим.
Бренд "Haarla" у фінській паперовій промисловості  зберігався до 1989.

## Правий політик
Рафаель Гаарла дотримувався правих політичних поглядів, був переконаним націоналістом і антикомуністом.
Активно підтримував "білих" в громадянській війні 1918. У незалежній Фінляндії виступав за встановлення авторитарного режиму, був противником парламентської системи .
Комуністи і соціалісти ненавиділи Гаарлу. Він двічі ставав об'єктом замахів — в 1918 і 1920. Поширеність соціалістичних настроїв в Тампере стала однією з причин переведення основних підприємств в центральні та північні райони, де переважали консервативно налаштовані робітники.
У травні 1929 за ініціативою Гаарли була створена права "Спілка фронтовиків" з "білих" ветеранів громадянської війни, яку деякий час очолював старший син Рафаеля Гаарли Ейно Гаарла. Гаарла-старший був її фінансистом.
При цьому Рафаель Гаарла не був ні лібералом, ні навіть консерватором. Його соціально-економічні та політичні погляди (викладені в праці "Битва колективних договорів: політичний погляд на професійні організації", виданої в 1929 і в публікаціях журналу "Rintamamies") ґрунтувалися на корпоративізмі.
Забороняючи на своїх підприємствах марксистські організації, Гаарла створював хороші умови праці, організував систему участі робітників у прибутках, займався благодійністю .
Такі позиції закономірно привели Рафаеля Гаарлу в правий Рух Лапуа Вігторі Косоли. Гаарла був одним з головних фінансистів руху, з ентузіазмом підтримував акції прямої дії. Брав участь в Мянтсяльському заколоті, був засуджений на шість місяців в'язниці. Ейно Гаарла брав участь у викраденні і нейтралізації соціал-демократа Вяйне Гаккіли, здійснених групою капітана Арві Калсти.
Після заборони Руху Лапуа Рафаель Хаарлем приєднався до створеного на його основі "Патріотичного народного руху" ("IKL"). Однак керівництво "IKL" дистанціювався від Гаарли через його захоплення масонством. Гаарла порвав з рухом, але продовжував політичну активність в рамках "Спілки фронтовиків" .

## Родина
Рафаель Гаарла був двічі одружений. У першому шлюбі його дружиною була Руус Кескінен, у другому (після смерті Руус) — Лідія Гурст. Мав синів Лаурі і Ейно, доньку Анну-Лійсу.
Брат Рафаеля Гаарли - Лаурі Суло Гаарла — відомий фінський письменник, поет та історик .
Онук Рафаеля Гаарли — Пекка Гаарла — продовжувач сімейного бізнесу і консервативний політик, депутат парламенту від партії Національна коаліція .
З 1924 до смерті в 1938 Рафаель Гаарла жив у Тампере в палаці, побудованому в стилі неокласицизму (будівля є одною з визначних пам'яток Тампере). У 1929 придбав відомий маєток Лаукон у Весілагті.

## Меценатство в Тампере
Гаарла подарував місту Тампере скульптури роботи Вяйне Аалтонена, що зображують історію Пірканмаа. Він також пожертвував кошти на пам'ятник Маннергейму роботи Еверта Поріли в Тампере.